# عمارت ملک‌التجار
منزل ملک التجار یکی از بناهای تاریخی شهر سنندج است که از دوران قاجر به جای مانده است. این عمارت در خیابان امام خمینی شهر سنندج قرار دارد.

## معماری
این بنای ارزشمند در دوران قاجاریه، نزدیک مرکز دارالحکومه کردستان ساخته شد.عمارت دارای حیاط مرکزی است.در ضلع شمالی حیاط وسیع، بنای ایوانی با شکوه با ستون‌های آجری قرار دارد که در دو طرف آن، فضاهای مختلف در دو طبقه ساخته شده‌است. در حد فاصل فضاهای سه دری و پنج دری، راهروهایی وجود دارد که آن‌ها را از سایر بخش‌ها متمایز می‌سازد. 
به طور کلی، این عمارت دارای تزیینات ویژه‌ای است که در نوع خود شایان توجه است؛ به عنوان نمونه، در تزیین سنگ‌های به کار رفته در ازاره بنا، از طرح‌های ترنج و نقوش حیوانی استفاده شده‌است. عظمت معماری ایرانی در این بنا، با ایجاد یک ایوان ستون دار که رو به جنوب و حیاط دارد، به خوبی قابل مشاهده‌است. این ستون‌ها دارای روکش آجری زیبایی هستند که در نوع خود حایز اهمیت است.